# Château de Jours-lès-Baigneux
Le château de Jours-lès-Baigneux est un château du XVIe siècle, situé à Jours-lès-Baigneux, dans le département français de la Côte-d'Or.

## Localisation
En bordure de la route départementale 21 au nord-ouest du chef-lieu, le château intègre un parc qui s'étale sur la rive gauche du ruisseau de la Planchotte.

## Historique
Un premier château appartenant à la famille de Brancion est vendu au duc Hugues IV de Bourgogne en 1259. Il revient, au milieu du XIVe à la famille d'Anglure qui le reconstruit de 1542 à 1566 et le conserve jusqu'en 1652. À partir de cette date l'édifice passe entre différentes mains et la forteresse est démantelée vers 1743.
Le château est alors acquis par Charles Legrand, seigneur de Sainte-Colombe et transmis en 1785 à l'une de ses filles, épouse Dumonchet. Celui-ci cède en 1788 le château à Charles-Antoine de Clugny qui émigre lors de la Révolution. Le château est alors vendu comme bien national.
Il est racheté vers 1820 par Pierre Quirot de Corbeton et son épouse Anne-Marie de Ganay. Toutefois le vicomte et la vicomtesse de Corbeton n'y résident pas. À la fin du XIXe siècle, le château vraisemblablement très dégradé est semble-t-il abandonné par ses propriétaires.
En 1959, le maire de Dijon, Félix Kir, envisage de déplacer le château dans sa ville, pour le placer au bord du futur lac. Le château est classé monument historique le 16 juin 1964 pour son escalier, sa voûte, ses façades et toitures. Plus ou moins à l’abandon, il est sauvé en 1967 par M. Schein qui l'acquiert.

## Architecture
Le démantèlement de la forteresse au milieu du XVIIIe siècle laisse place à une terrasse dégageant une perspective au-delà des fossés vers un ensemble de prairies, d'allées, de charmilles et de canaux.

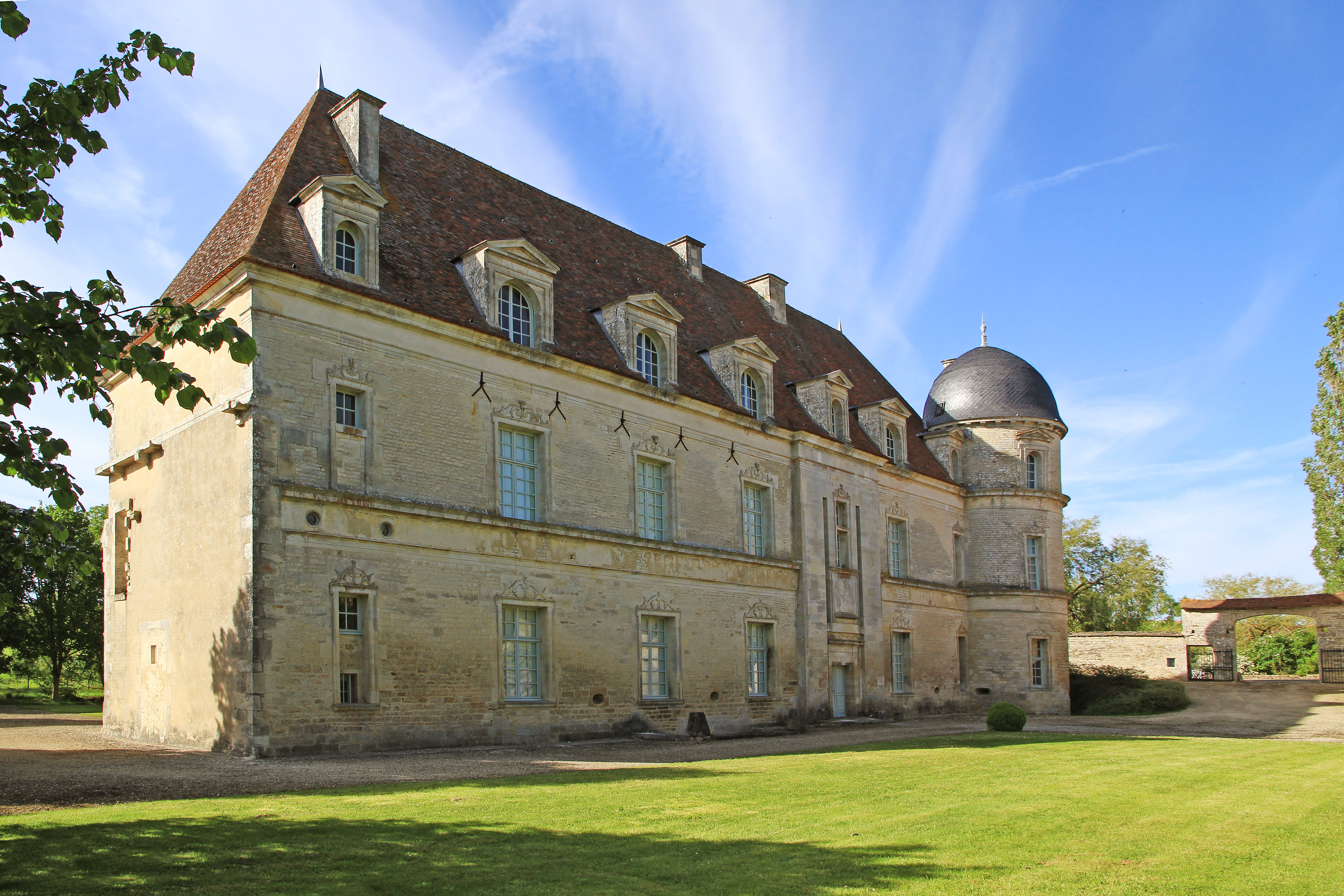
Château côté sud-est.
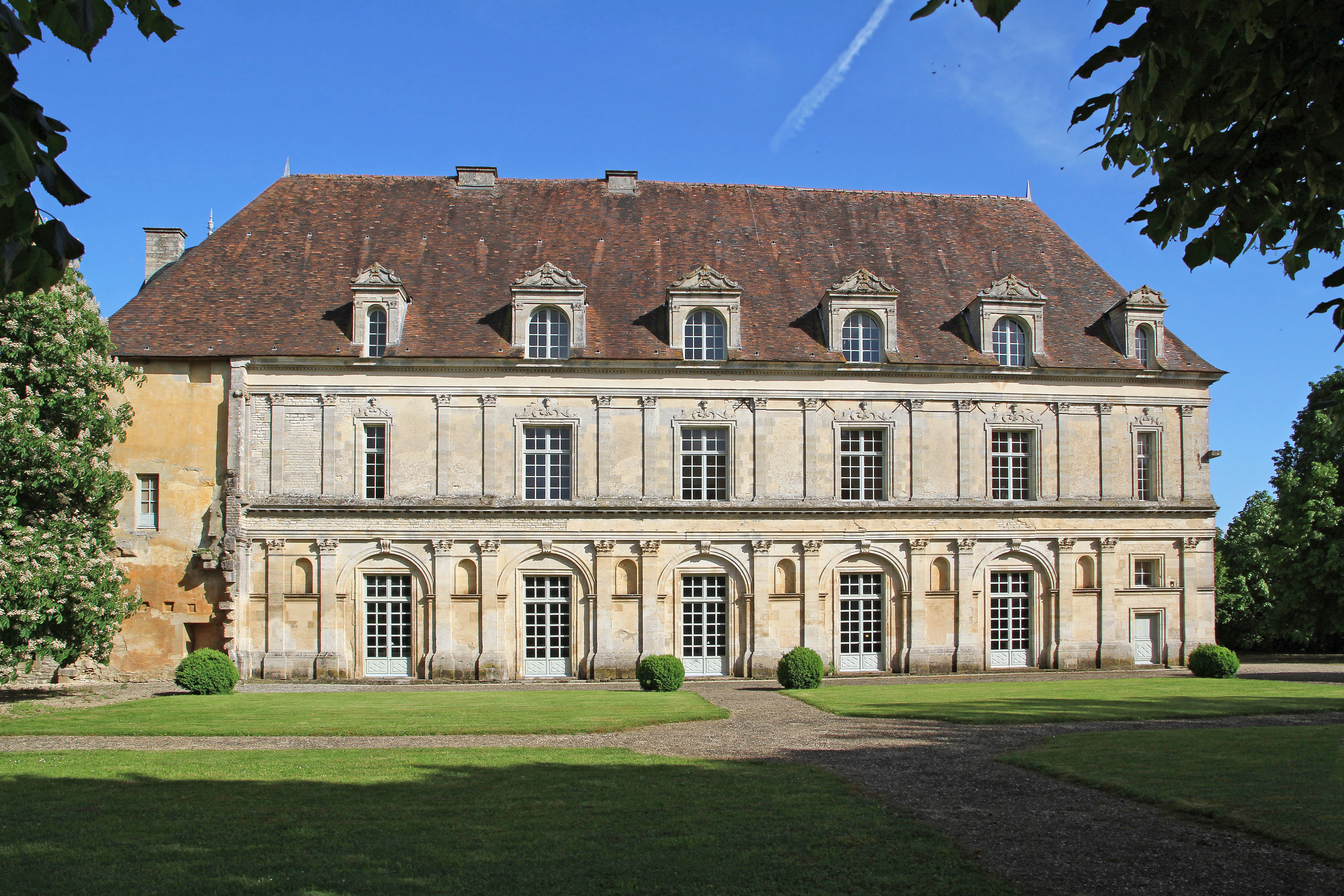
Façade nord-ouest.

De plan rectangulaire avec une tour ronde englobant le coin nord-est, le château est reconstruit au XVIe siècle dans le style Renaissance, particulièrement la façade sud-ouest de l'italien Sebastiano Serlio, architecte du château d'Ancy-le-Franc, décorée de pilastres et d'arcades. La tour Joyeuse, coiffée d'un toit à l'impérial en ardoises, est dédiée à la femme de Claude d'Anglure, commanditaire des travaux : Isabeau de Joyeuse. Un blason disparu sur la façade nord-est portait les armes des deux familles. Le toit à longs pans et deux croupes est percé de lucarnes à frontons alignées sur la verticale des façades. Celles-ci présentent deux niveaux séparés par une corniche. Les passages de flèches d'un ancien pont-levis sont restés au-dessus de l'entrée du château, seules traces apparentes de l'ancienne forteresse.

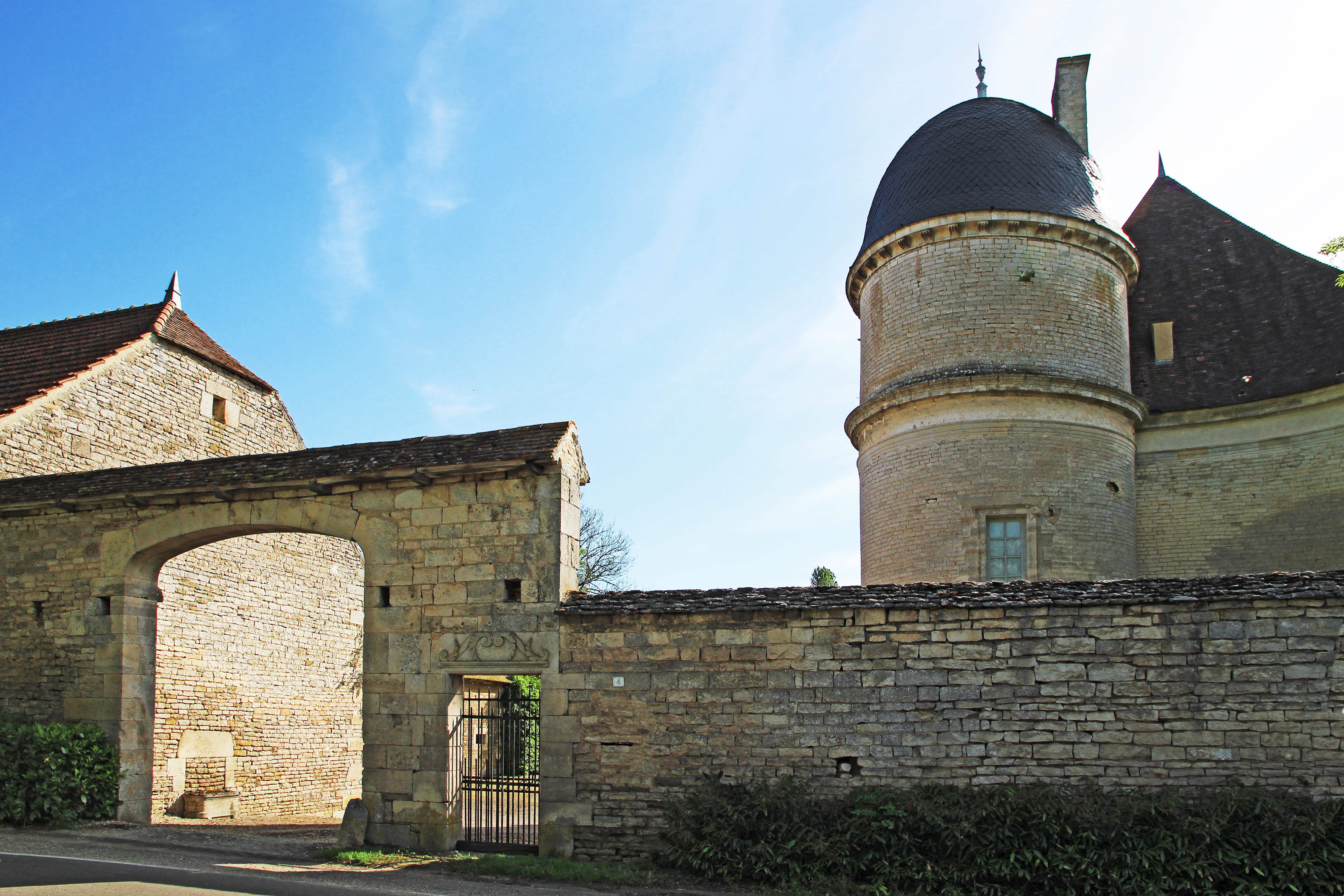
Porte d'entrée sur la rue.
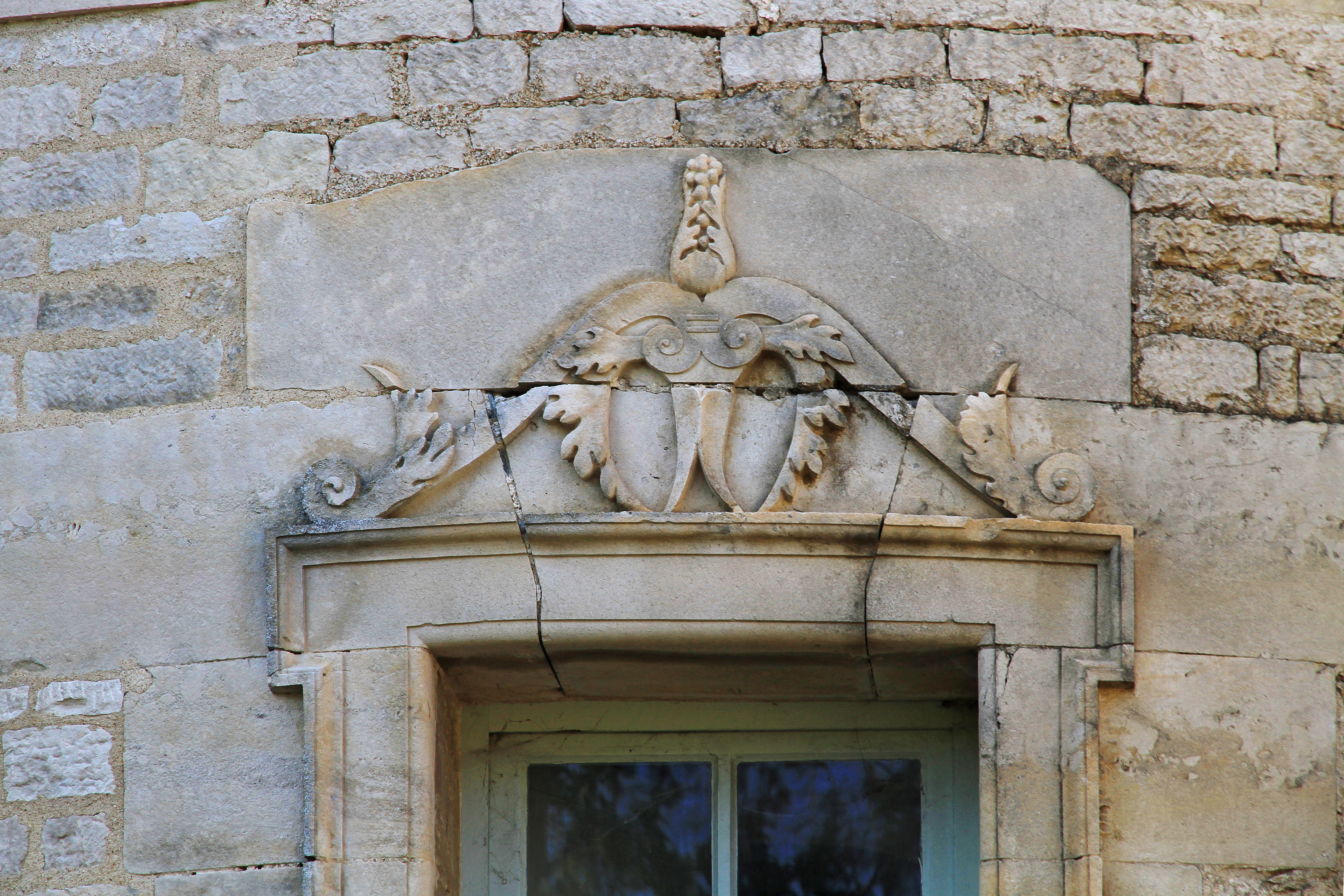
Fronton d'une fenêtre de la tour.
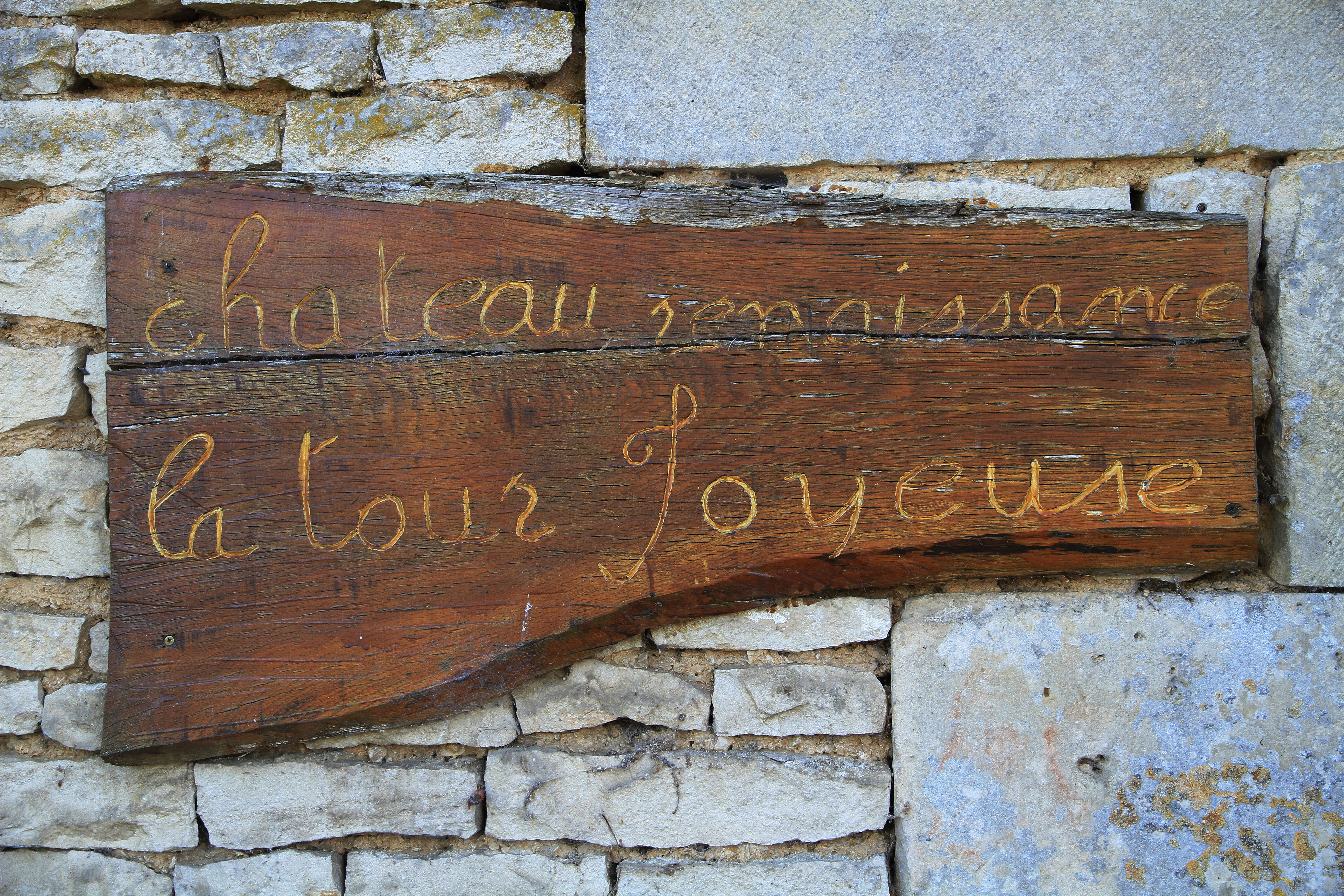
Information sur la tour.

## Toponymie
Du latin jugum («crête de montagne, sommet»).